# 阿爾卑斯冰球聯賽
阿爾卑斯冰球聯賽(Alps Hockey League，AlpsHL)為中歐職業冰球聯賽。目前，聯賽由代表三個國家的隊伍組成：奧地利、義大利和斯洛維尼亞，克羅埃西亞也考慮加入。

## 2016–17年隊伍
阿爾卑斯聯賽由16隊組成，8隊來自義大利，7隊來自奧地利，1隊來自斯洛維尼亞。
奧地利
- 布雷根茨沃爾德EHC
- 費爾德基希VEU
- 克拉根福體育俱樂部 II
- 基茨比厄爾EC
- 盧斯特瑙EHC
- 薩爾斯堡紅牛EC U20[5]
- 濱湖采爾EK

義大利
- 阿夏戈HC
- 科爾蒂納SG
- HC Fassa[6]
- HC Gherdëina[6]
- HC Neumarkt-Egna
- HC Pustertal Wölfe
- 雷農體育
- WSV Sterzing Broncos

斯洛維尼亞
- 耶塞尼采HDD[7]

## 阿爾卑斯冰球聯賽賽季
| 賽季        | 冠軍     | 亞軍     |
| ----------- | -------- | -------- |
| 2016–17賽季 | 雷農體育 | 阿夏戈HC |

## 外部連結
- 官方網站